# Mabel Cahill

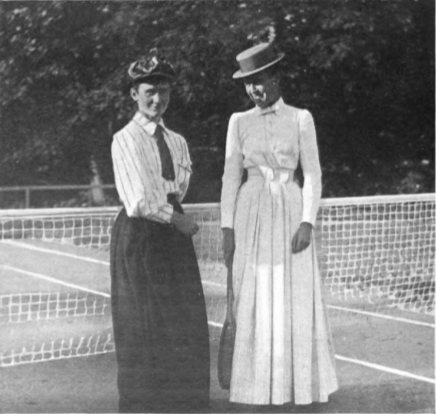
Marbel Cahill (li.), daneben Emma Leavitt-Morgan

Mabel Esmonde Cahill (* 2. April 1863 in Ballyragget; † 1. Januar 1905) war eine irische Tennisspielerin.

## Erfolge
Sie war die erste Ausländerin, die das Dameneinzel bei den US-amerikanischen Tennismeisterschaften (heute: US Open) gewinnen konnte. Im Jahr 1891 besiegte sie im Endspiel die Vorjahressiegerin Ellen Roosevelt und gewann im Doppel zusammen mit Emma Leavitt-Morgan. Ein Jahr später gelang ihr der komplette Triumph, indem sie alle drei Konkurrenzen gewann. Im Einzel behielt sie gegen Elisabeth Moore die Oberhand, im Doppel gewann sie an der Seite von Adeline McKinlay und im Mixed holte sie den Titel mit Clarence Hobart.